# Вяз шершавый
Вяз шерша́вый, или Ильм го́рный, или Вяз го́рный (лат. Úlmus glábra) — растение; вид рода Вяз семейства Вязовые.

## Распространение и экология
Ареал вида включает в себя Центральную и Восточную Европу, Крым, Кавказ и Малую Азию. В Норвегии вяз шершавый заходит за Полярный круг немного выше 68° с.ш. в границах сплошного естественного ареала, а единичное место произрастания находится ещё выше по широте, около 69° с.ш., являясь самым северным в мире природным местонахождением рода Ulmus), в Швеции достигает широты чуть севернее 65° с.ш., в Финляндии проникает за 63° с.ш. Северная граница произрастания вяза шершавого в России проходит через южные районы Республики Карелия (в Карелии даже есть единичное местонахождение, расположенное между 64° и 65° с.ш.), Архангельской области и Республики Коми. К югу от этой линии данный вид встречается в малом количестве во втором ярусе хвойных и хвойно-широколиственных лесов, на водоразделах и в долинах рек. Растение является одним из характерных видов широколиственных лесов. В дубовых и липовых лесах зоны широколиственных лесов он растёт как примесь в первом и во втором ярусе. В степной зоне встречается в балочных лесах, поймах и на склонах террас речных долин. Вяз шершавый растёт также на чернозёмах, но не может выносить засолённые почвы. В горах Кавказа он может подниматься на высоту около 1400 метров над уровнем моря. По мнению некоторых специалистов, вяз приземистый Ulmus pumila, произрастающий в Западной Сибири, на юго-востоке Казахстана (в горах Заилийского Алатау) и в ряде других азиатских стран, является разновидностью вяза шершавого Ulmus glabra var. pumila.
Страдает от пандемии графиоза ильмовых (как и все другие виды вязов), - грибкового заболевания, ставшего причиной тотального вымирания вязов по всему миру; в связи с этим нуждается в защите.

## Ботаническое описание
Дерево высотой до 30 м и до 2 м диаметром с густой широко-цилиндрической, сверху округлой кроной. Кора бурая, глубоко пронизана трещинами. Листья эллиптические или продолговато-обратнояйцевидные, длиной 8—15 см.
Женские цветки собраны в пазушные пучки и сидят на коротких цветоножках. Мужские пыльники фиолетовые. Цветки появляются в марте или в апреле. Плод — овальная или обратнояйцевидная крылатка, диаметром до 2,5 см. Вначале она опушённая, затем становится голой, с небольшой выемкой на конце и в центре с семенем. Растение плодоносит в мае-июне.
|                     |  |
| Листья вяза горного |  |

## Ботаническая классификация

### Синонимы
По данным The Plant List:
- Ulmus campestris L.
- Ulmus communis Carrière
- Ulmus horizontalis Loudon (nom. inval.)
- Ulmus latifolia Moench
- Ulmus montana With. (nom. illeg.)
- Ulmus podolica Klokov
- Ulmus scabra Mill.
- Ulmus sukaczevii Andrews